# Tercera batalla del Ládoga

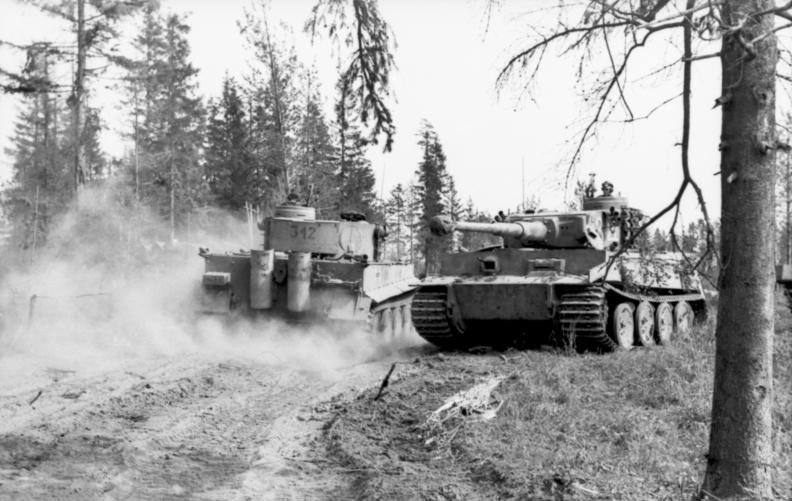
Panzer VI “Tiger” de la división de tanques pesados 502 cerca de Mga (agosto de 1943). Los pocos tanques fueron utilizados como “cuerpo de bomberos” en los puntos calientes del frente.

La tercera batalla del Ládoga, también conocida como la batalla de las Alturas de Siniávino, tuvo lugar al sur del lago de Ládoga en el frente oriental soviéticoalemán durante la Segunda Guerra Mundial. En la historiografía oficial soviética se la conoce operación ofensiva de Mga (Мги́нская наступа́тельная опера́ция), con menos frecuencia operación Brusilov (Операция Брусилов) o quinta ofensiva de Siniávino.
La batalla empezó el 22 de julio de 1943, cuando el Ejército Rojo inició una ofensiva contra el Grupo de Ejércitos Norte de la Wehrmacht para romper el cerco de Leningrado, la cual estaba cercada por tierra. El objetivo de la ofensiva era capturar la conexión ferroviaria con la metrópoli, y allí especialmente el cruce ferroviario de Mga con las alturas de Siniávino frente a ella. Hasta el final de las operaciones, que duraron hasta el 25 de septiembre de 1943, el Ejército Rojo sólo logró éxitos menores y sufrió, al igual que el lado alemán, grandes pérdidas. Al final el objetivo operativo de la dirección del ejército soviético no se logró, ya que las unidades alemanas reclamaron tanto la cresta de importancia estratégica como el asentamiento Mga. Sin embargo, las pérdidas sufridas afectaron posteriormente al lado alemán más que al soviético.

## Antecedentes

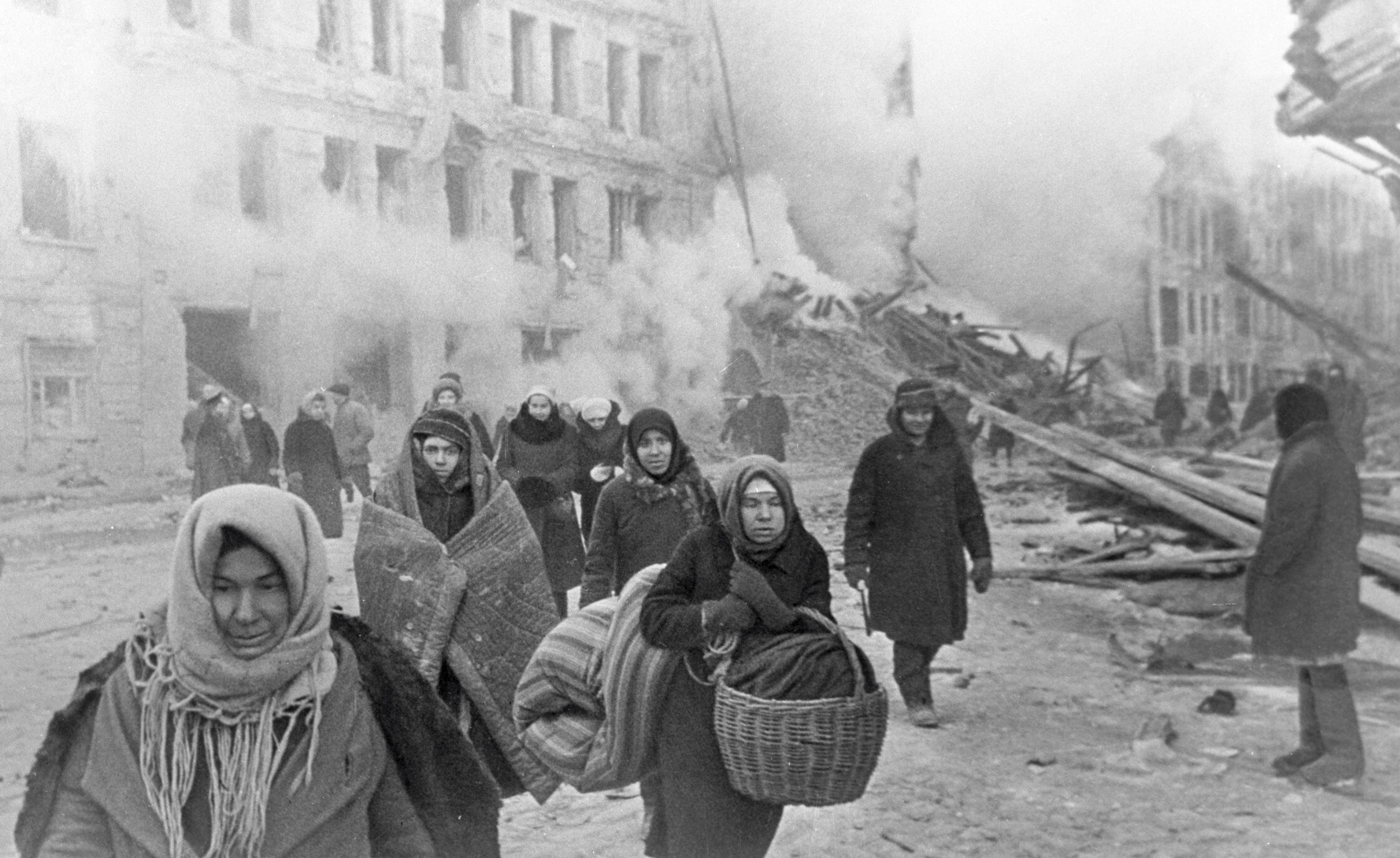
Civiles de Leningrado abandonan su casa después de que ésta fuera destruida por un bombardeo alemán (diciembre de 1942).

Después del inicio de la invasión alemana de la Unión Soviética, las tropas del Grupo de Ejércitos Norte alemán al mando del mariscal de campo general Wilhelm von Leeb (1876-1956) se acercaron a la región de Leningrado a finales de verano de 1941. A partir del 25 de agosto esas tropas avanzaron de nuevo y el 8 de septiembre capturaron la ciudad de Schlüsselburg situada en el lago de Ládoga. Esto significó que Leningrado había quedado aislado del resto de la URSS y que iba a ser conquistado en un siguiente paso. Sin embargo, después de que sus propias fuerzas se debilitaran, el Grupo de Ejércitos Norte detuvo en vez de ello sus ataques a la ciudad a finales de septiembre y comenzó en lugar de ello a asediarla y matarla de hambre. Con ello empezó el sitio de Leningrado, que fue completado por las tropas finlandesas que estaban situadas al norte de la ciudad.
El Frente de Leningrado del Ejército Rojo intentó varias veces atravesar las posiciones alemanas al sur del lago de Ládoga, a menudo denominado el “cuello de botella”. Esto llevó a varias batallas fallidas en octubre de 1941, en enero-mayo de 1942 (batalla del Vóljov) y en agosto/septiembre de 1942 (primera batalla del Ládoga). A pesar de los feroces combates y las grandes pérdidas, no fue hasta enero de 1943 que el Ejército Rojo logró romper el “cuello de botella” a orillas del lago de Ládoga y restablecer una conexión terrestre con Leningrado (segunda batalla del Ládoga). Sin embargo, el estrecho avance no tenía una conexión eficiente por carretera o incluso por ferrocarril y además todavía estaba dentro del alcance de la artillería alemana, que disparaba desde las alturas de Siniávino (alrededor del asentamiento de Siniávino) que dominaban el área. Por ello, en la práctica el bloqueo de la ciudad todavía se mantenía.
Como parte de la Operación Estrella Polar (del 10 de febrero a 1 de abril de 1943), las tropas soviéticas ya habían lanzado un ataque fallido para acabar con ese bloqueo. Los planes de la Stavka soviética en esta sección del frente estaban dirigidos contra la parte norte del cuello de botella y contra las alturas de Siniávino ubicadas allí. Al sur de esas alturas había una potente línea ferroviaria que venía desde el este a través del cruce de Mga hasta Leningrado. Con la captura de esta ciudad y de la conexión ferroviaria, según esos planes, se levantaría finalmente el sitio de Leningrado. Además, el ataque tendría como objetivo adicional inmovilizar a las tropas alemanas en este punto del frente oriental de tal manera que no pudiesen ser reubicadas a otros puntos focales del frente en el sur, es decir, a la batalla del saliente de Kursk. Por lo tanto, después de que se detuviera la ofensiva alemana en Kursk el 12 y 13 de julio de 1943, la Stavka ordenó por ello a los comandantes del Frente de Leningrado y del Frente del Vóljov a pasar a la ofensiva.

## Fuerzas y preparativos

### Planes soviéticos

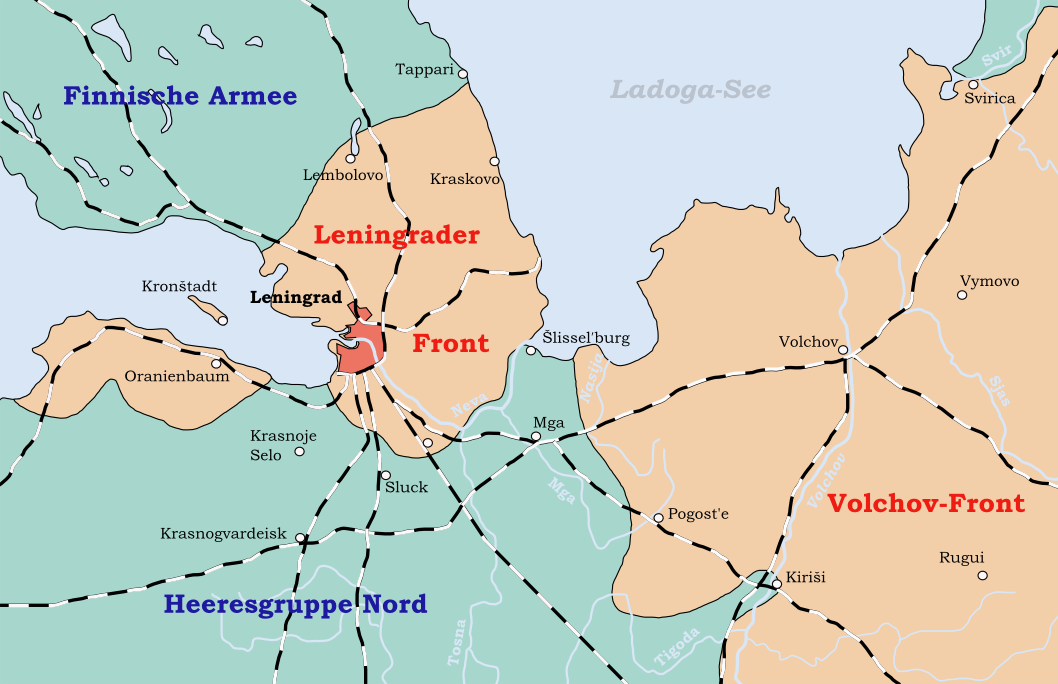
Línea de frente en el norte del Frente Oriental (mayo de 1942 - enero de 1943)

En la segunda batalla del Ládoga, los objetivos de la Stavka no se lograron. A partir de marzo de 1943 todo el frente oriental quedó paralizado, ya que ambos bandos se habían agotado en operaciones anteriores, especialmente en el sector sur. Sin embargo, ambos querían recuperar la iniciativa estratégica en verano. Stalin y la dirección del Ejército Rojo, basándose en la experiencia de las batallas llevadas a cabo, planearon primero repeler la ofensiva de verano alemana, que sospechaban que iba a ocurrir en Kursk, y solo entonces lanzar sus propias operaciones ofensivas. Para las fuerzas soviéticas en el área de Leningrado, esto significó que inicialmente se retiraron unidades fuertes a favor del sector de Kursk, incluidos el 11.º, 27.º, 53.º y 68.º ejército en su totalidad, por lo que los Frentes quedaron aquí debilitados.
Los comandantes de los Frentes hicieron entonces sus propios preparativos para futuras operaciones con las unidades que se quedaron con ellos. El Frente de Leningrado bajo el mando del coronel general Leonid Góvorov (1897-1955), reduciendo la línea del frente, reunió en su reserva nueve divisiones de fusileros, una brigada de tanques y dos regimientos de tanques adicionales, mientras que el Frente del Vóljov del general de ejército Kiril Meretskov (1897-1968) podía concentrar cuatro divisiones de fusileros, tres brigadas de tanques y un regimiento de tanques detrás de sus posiciones. Según la Stavka, había una superioridad soviética de 2:1 en el Frente de Leningrado y una proporción de 1,3:1 en el Frente del Vóljov, lo que hacía  posible lanzar una nueva ofensiva.
El objetivo de la ofensiva era hacer retroceder a las unidades alemanas hasta tal punto que ya no pudieran restaurar el bloqueo completo de Leningrado mediante una nueva ofensiva hacia el lago Ládoga. El general de ejército Meretskov afirma en sus memorias que en la primavera de 1943 había cada vez más signos de una ofensiva alemana para restablecer el bloqueo como antes. Además, se debería ampliar la estrecha conexión terrestre con la ciudad para garantizar un suministro regular. Por esta razón, el objetivo de la ofensiva no era sólo capturar las alturas de Siniávino, sino también el cruce ferroviario de Mga. Para ello, la operación fue concebida como un ataque de pinza a través del cual el XXVI Cuerpo del Ejército alemán, que se encontraba en el “cuello de botella”, debería ser eliminado. El 18.º Ejército alemán sufriría de este modo una grave derrota y el Ejército Rojo obtendría un buen punto de partida para futuras operaciones ofensivas contra los alemanes. Como efecto secundario adicional, el ataque también inmovilizaría a las tropas y reservas alemanas que de otro modo podrían ser reubicadas en los puntos focales del Frente Oriental situados en los sectores central y sur. En 1943, el liderazgo militar soviético eligió los nombres de líderes militares famosos de la historia rusa para los nombres en clave de sus ofensivas de verano individuales, por lo que la ofensiva de los Frentes de Leningrado y Vóljov recibió el nombre de Operación "Brusilov" (en honor al general Alekséi Brusílov).
El ataque principal debía ser llevado a cabo por el 67.º Ejército del mayor general Mijaíl Dujanov del Frente de Leningrado y del 8.º Ejército del teniente general Filipp Stárikov del Frente del Vóljov. El 67.º Ejército debía atacar entre el Neva y la ciudad de Siniávino, tomar las alturas de Siniávino y luego avanzar hacia Mga. Si su ataque tenía éxito, el 55.º Ejército (mayor general Vladímir Svirídov) lanzaría un ataque más al oeste apoyándolo avanzando para ello también hacia Mga. En el Este se le encomendó al 8.º Ejército la tarea de romper las posiciones alemanas entre las ciudades de Gaitolovo y Lodva y luego avanzar hacia Mga. El 8° Ejército debería después de la rotura acercarse con fuerzas más pequeñas al 67.º Ejército en la alturas de Siniávino. Estos planes no sorprendieron mucho a los dirigentes alemanes. El excomandante del 284.º Regimiento de Granaderos alemán, Hartwig Pohlman, juzgó más tarde: “En definitiva, no hay nuevas ideas ni objetivos, ni una planificación generosa y sorprendente, sino una continuación de la segunda batalla del Ládoga, como la dirigencia alemana esperaban desde junio, pero que no pudieron impedirlo con alguna contramedida, porque carecía de los medios necesarios para hacerlo.” 

### Situación alemana

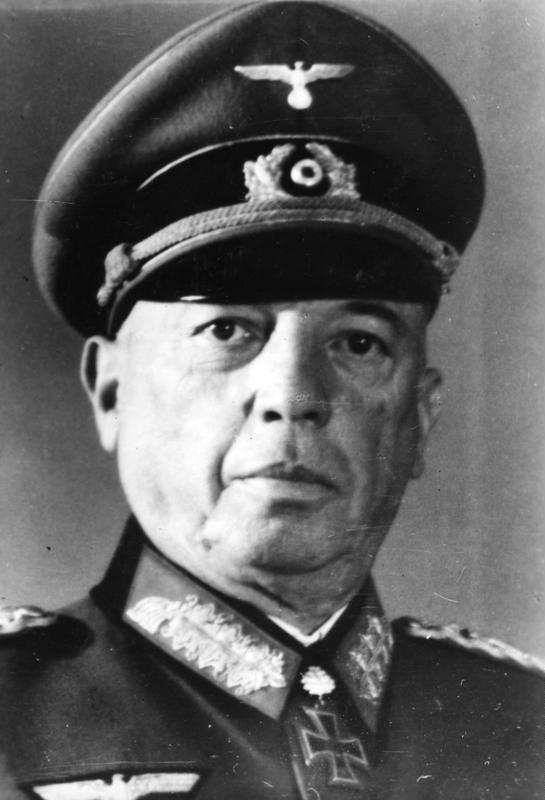
Mariscal de campo Georg von Küchler

El Grupo de Ejércitos Norte alemán, comandado por el mariscal de campo Georg von Küchler desde el 12 de enero de 1942, había tenido que entregar tropas repetidamente en los meses anteriores a las amenazadas secciones meridionales del Frente Oriental, de modo que en el total de 750 km de frente de primera línea en la retaguardia del frente, sólo estaban disponibles el 20 de julio de 1943 44 divisiones y brigadas, así como tres divisiones de seguridad y una de entrenamiento en la retaguardia del frente. Las tropas, incluidos todos los servicios de abastecimiento de retaguardia, ascendían a 710.000 hombres, de los cuales 360.000 pertenecían a las unidades del frente. La artillería constaba de 2407 cañones. No había ninguna división blindada entre estas unidades porque estaban desplegadas en la zona del Grupo de Ejércitos Centro para atacar Kursk. Por lo tanto, sólo había 40 tanques operativos en el área del Grupo de Ejércitos Norte. Estos estaban en la División de tanques pesados 502 (tres compañías) y la 912.ª Brigada de cañones de asalto (tres compañías), las cuales se utilizarían como «cuerpo de bomberos» en los puntos calientes del frente en las siguientes batallas. También se debilitaron las unidades de la 1.ª Flota Aérea, que debía apoyar al Grupo de Ejércitos. Al mismo tiempo, sólo pudo movilizar seis aviones de combate para operaciones diurnas.
El grupo de ejércitos estaba compuesto por dos grandes unidades, a saber, el 18.º Ejército ( Gen. Ost. Georg Lindemann) frente a Leningrado y al sur el 16.º Ejército (General Ost. Ernst Busch). En el foco del ataque soviético planeado, en el "cuello de botella", estaba el XXVI Cuerpo de Ejército del general de infantería Ernst von Leyser. Este incluía la 212.ª, la 1.ª División de Infantería, la 11.ª, la 69.ª, la 290.ª, la 23.ª y la 5.ª División de Montaña. En la reserva del Alto Mando del Ejército (AOK) 18 solo estaban la 28.ª División Jäger y la 121.ª División de Infantería. Con estas fuerzas, el Grupo de Ejércitos era significativamente inferior a las unidades que se le oponían. El Departamento de Ejércitos Extranjeros del Este asumió que sólo se enfrentaban a 734.000 soldados soviéticos en el frente, detrás de los cuales se mantenían en reserva otros 491.000 soldados. En su informe también asumió que había 209 tanques soviéticos y al menos 2793 cañones en la línea del frente, que podrían reforzarse con otros 843 tanques y 1800 cañones de la reserva.

## Curso

### El ataque del 67.º Ejército

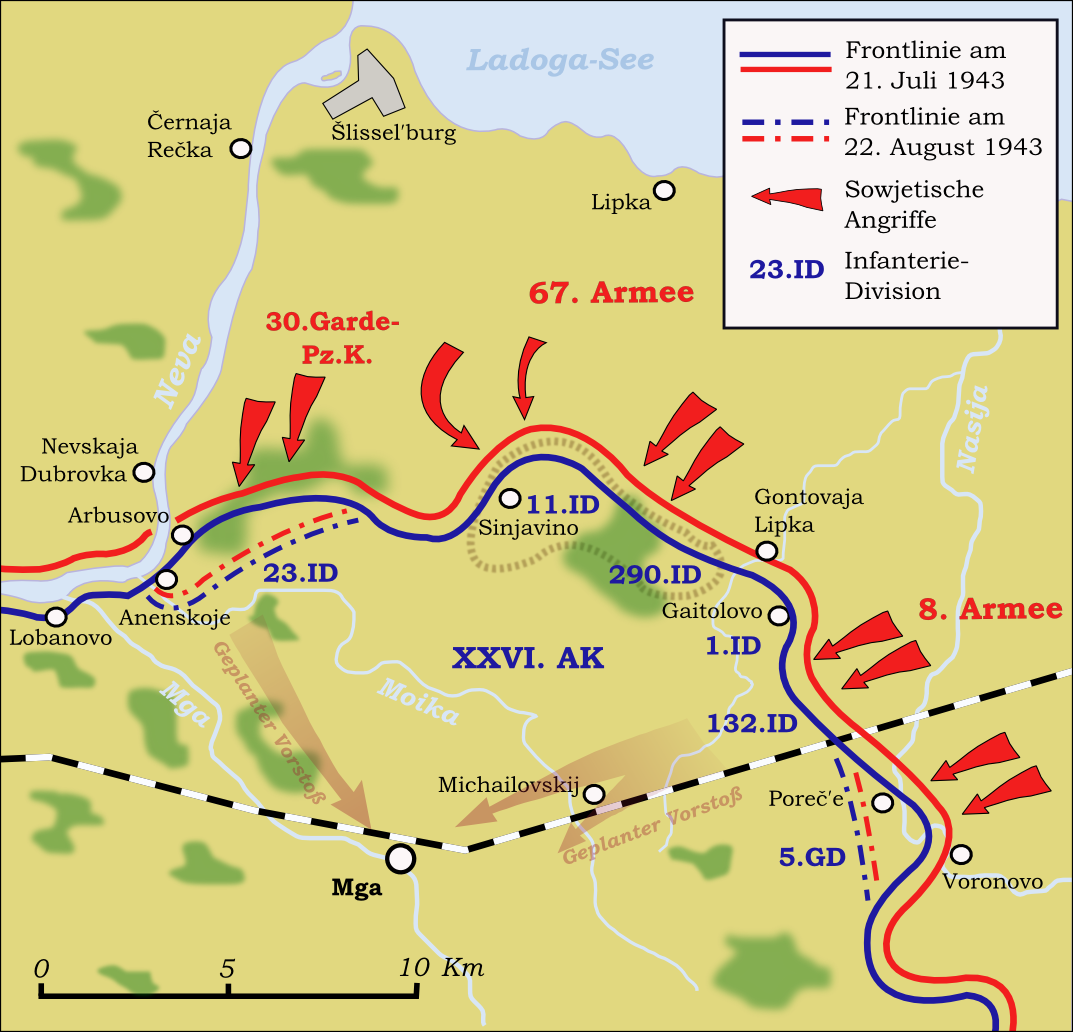
Curso de los primeros ataques soviéticos del 22 de julio al 22 de agosto de 1943.

El lado soviético comenzó a proporcionar artillería para el ataque el 1 de julio de 1943. Inmediatamente después de la orden de la Stavka de comenzar la ofensiva, el 12 de julio comenzó el bombardeo selectivo de las posiciones alemanas cerca de Siniávino. El foco del ataque fue el día 30.º Cuerpo de Fusileros de la Guardia del General Simonjak (45.ª, 63.ª y 64.ª División de Fusileros de la Guardia) al este del Nevá. Su misión era tomar primero Arbuzovo y luego avanzar hacia Mga. Fua apoyado al respecto por la 30.ª Brigada Blindada de Guardias y 220.ª Brigada Blindada y por los 29.º y 31.º Regimientos de Tanques de la Guardia. Al este atacaron la 90.ª, 268.ª, 43.ª y la 123.ª División de Fusileros a las posiciones alemanas en las alturas de Siniávino para atarlas allí. Sólo la primera oleada de ataques soviéticos incluyó 75.000 soldados y 120 tanques en este sector, mientras que inicialmente se enfrentaban a ellos los alemanes con la 23.ª, 11.ª y la 290.ª División de Infantería, los cuales tenían menos de 35.000 hombres.
El 22 de julio de 1943, a las 4:30 por la mañana, comenzó un devastador fuego de artillería soviético a lo largo del frente de ataque, seguido de bombardeos del 13.er Ejército del Aire. A las 6:05 las primeras unidades de ataque soviéticas avanzaron. En la cima del 30.º Cuerpo de Fusileros de la 63.ª y 45.ª División de Fusileros de la Guardia contra las posiciones de la 23.ª División de infantería alemana. Lograron un gran avance entre la 23.ª y la 11.ª División alemanes, que incluso con un contraataque lanzado inmediatamente, no pudieron cerrar. El general Dujanov colocó la 30.ª Brigada Blindada de la Guardia en este hueco, que por la tarde amplió esa brecha a dos kilómetros de profundidad y anchura. Por el otro lado, el mando alemán puso rápidamente unidades individuales de la 121.ª División de Infantería en acción, que fueron apoyados por el II. Departamento del Regimiento Nebelwerfer 70 y por la 2.ª Compañía de la división de tanques pesados 502 (con Panzer VI “Tiger” ). Lograron bloquear la invasión soviética.
El AOK 18 alemán desplegó las reservas del ejército al día siguiente. Trasladó otras partes de la 121.ª División de Infantería así como la 28.ª División Jäger a los lugares de la brecha y los cerraron. A partir del 26 de julio volvieron a estallar encarnizados combates, en los que las tropas soviéticas intentaron en vano lograr un gran avance. Fue particularmente perjudicial que las penetraciones ya conseguidas todavía estuvieran flanqueados al este por las alturas de Siniávino. Por lo tanto, a partir del 1 de agosto, el coronel general Govorov desplazó el foco de sus ataques a estas alturas, que fueron defendidas por la 11.ª y 290.ª División de Infantería alemanas. Aquí, el terreno difícil y boscoso, así como la ubicación elevada, favorecieron a los defensores alemanes. Aun así las unidades soviéticas atacantes lograron inicialmente ganar algo de terreno, aunque parte de él se perdió nuevamente debido a contraataques alemanes. La 11.ª División de Infantería sufrió sin embargo pérdidas tan grandes que después de 20 días de combates tuvo que ser reemplazada el 10 de agosto por la 21.ª División de Infantería. Hasta entonces, había disparado 95.000 proyectiles (2315 t) sólo en los combates.
También otras divisiones alemanas quedaron pronto exhaustas y tuvieron que ser relevadas por ello. Para ello, el Grupo de Ejércitos Norte tuvo que recurrir a refuerzos. Así sacó el 121.ª División de Infantería de la formación del 16.º Ejército para reemplazar con ella a principios de agosto la 28.ª División Jäger. Apartó del frente de bloqueo frente a Leningrado a la 58.ª División de Infantería en los días 23 y 24 de julio  y lo envió al contraataque contra la 30.ª Cuerpo de Fusileros de la Guardia soviética. Aunque el ataque de la división, que ocurrió el 4 de agosto, contó con el apoyo de unos pocos Panzer VI Tiger, el progreso fue lento ya que la artillería soviética pudo intervenir eficazmente en la lucha desde el otro lado del Nevá. Solo en la franja de ataque del II. Batallón del 220.º Regimiento de Granaderos registró 80 salvas de 18 proyectiles cada una en cinco horas. En los días siguientes los ataques soviéticos amainaron. En vez de ello, las posiciones alemanas fueron nuevamente bombardeadas intensamente con artillería. Los ataques a todos los sectores no comenzaron de nuevo hasta el 12 de agosto y continuaron sin resultados decisivos hasta el 22 de agosto.
En general, el avance soviético fue extremadamente difícil y pronto se convirtió en una auténtica guerra de trincheras en la que las ganancias de terreno se medían en metros. Durante los combates, la Fuerza Aérea Soviética dominó el espacio aéreo del lugar. Sólo cinco días después del inicio de la batalla la Wehrmacht trasladó un grupo de cazas adicionales (menos de 25 aviones) a esta sección, pero también esto tuvo poco efecto en la situación aérea y pronto fue retirado de nuevo de allí. Impresionado por la tenaz defensa alemana, el coronel general Govorov decidió entonces no atacar el Mga con el 55.º Ejército desde el oeste.

### El ataque del 8.º Ejército

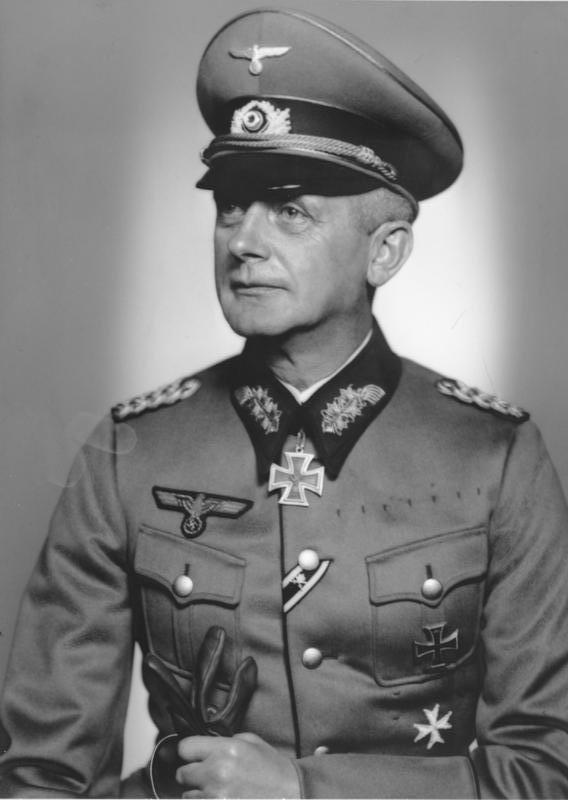
Ernst von Leyser, comandante general del XXVI Cuerpo del Ejército

El ataque del 8.º Ejército soviético desde el este hacia Mga tuvo que superar dificultades similares. Aquí el ataque tuvo lugar en la zona de Voronowo en una anchura de casi 14 kilómetros. Para ello, Meretskov formó dos grupos de ataque, cada uno dividido en dos oleadas. Un grupo tenía la tarea de avanzar hacia el norte y el otro hacia el sur de la línea ferroviaria Vóljov-Mga. El grupo del norte estaba formado por la 18.ª y la 378.ª División de Fusileros en la primera y la 379.ª y 239.ª División de Fusileros en la segunda oleada. Las cuatro divisiones de la primera oleada recibieron cada una un regimiento de tanques como apoyo para su ataque, y en la segunda oleada se mantuvo preparada a la 16.ª y la 122.ª Brigada Blindada para aprovechar cualquier avance a través de la posición enemiga. En el flanco izquierdo estarían la 265.ª y la 382.ª División de Fusileros, así como la 1.ª y 22.ª Brigada de Fusileros para encabezar un ataque de socorro. En el flanco derecho, esta tarea también recayó en la 372.ª División de Fusileros. Sin embargo, el general de ejército Meretskov mantuvo la 286.ª y 58.ª División de Fusileros en reserva. Además, se iba a llevar a cabo un ataque de distracción y de inmovilización en Pogostje y Kirishi para cubrir el flanco de la columna de ataque principal. En total, la primera oleada de ataque contó con 80.000 hombres y 250 tanques. En la zona de ataque principal (50.000 hombres y 150 tanques) esto significó una superioridad de 5:1 sobre los defensores alemanes en el lugar.
El fuego preparatorio soviético duró seis días antes de que las tropas pasaran también aquí al ataque a las 6:35 a. m. del 22 de julio. Sin embargo, el avance ya se detuvo después de que la primera línea alemana fuera capturada. En esta sección del frente la 5.ª División de Montaña y la 132.ª División de Infantería hacían feroz resistencia frente al ataque. Además, los tanques soviéticos quedaron atrapados en el terreno pantanoso. A finales de julio, el general de ejército Meretskov tuvo que retirar las desangrados 18 y 256 Divisiones de Fusileros del frente y reemplazarlos con la 379.ª y la 165.ª División de Fusileros. En el lado alemán, debido a la falta de otras reservas, la 121.ª División de Infantería fue retirada de los combates cerca de Arbuzovo y colocada en el lugar de la 132.ª División de Infantería. Esta última había resistido hasta ahora todos los ataques y ahora iba a reforzar a la 5.ª División de Montaña. Estos primeros enfrentamientos fueron interpretados por los dirigentes alemanes como un avance que difícilmente podía tomarse en serio. Estos ataques no comenzaron hasta el 2 de agosto, lo que provocó una situación tensa en el bando alemán. La 122.ª Brigada Blindada soviética y el 32.º Regimiento de tanques de la Guardia avanzaron hasta justo antes de la ciudad de Slavianka antes de ser detenidos allí por unidades de la Wehrmacht que habían sido llevados allí hasta el 8 de agosto.
El 9 de agosto, el general de ejército Meretskov trasladó sus ataques al sector al sur de la línea ferroviaria y los concentró allí en la cabeza de puente alemana al este del río Nasiya, cerca de Porechye. Para capturar la cabeza de puente, Meretskov movió el 11 de agosto la 256.ª y la 374.ª División de Fusileros y los 35.º y 50.º Regimientos de Tanques de la Guardia. Estas fuerzas de ataque pudieron también contar con el apoyo de las 378.ª , 364.ª  y 165.ª Divisiones de Fusileros, que ya estaba desplegadas alrededor de la cabeza de puente. Ya había partes del 5.ª División de Montaña, que estaban muy dañadas, en la cabeza de puente. El ataque de las unidades soviéticas inicialmente ganó terreno y poco después fue tomada la base de Porechye. Pero entonces llegaron partes de la 132.ª División de Montaña, los cuales estabilizaron la situación y lanzaron un contraataque. Un nuevo ataque de las unidades soviéticas el 12 de agosto hizo retroceder a las tropas alemanas, algunas de las cuales estaban envueltas en combates cuerpo a cuerpo. El general de ejército Meretskov trajo el 13 de agosto sus últimas reservas, la 311.ª División de Fusileros y la 503.ª Batallón de Tanques independiente. Aunque estas nuevas fuerzas lograron volver a irrumpir en las líneas alemanas, esto también se aclaró con un contraataque alemán. Al final, ambos bandos quedaron completamente agotados por los combates anteriores. Como resultado, los alemanes evacuaron la cabeza de puente en la noche del 14 al 15. agosto, pero el avance hacia Mga que esperaban los dirigentes del Frente del Vóljov no se materializó. El 16 de agosto, la desgastada y casi aniquilada 132.ª División de Infantería alemana fue retirada y reemplazada por la 1.ª y la 254.ª División de Infantería alemana. Durante su actuación en la cabeza de puente destruyó 24 tanques soviéticos. La ferocidad de los combates queda ilustrada por el hecho de que diez de estos tanques fueron eliminados con armas ligeras en combate cuerpo a cuerpo.
El 17 de agosto se acabó la munición de artillería soviética prevista inicialmente para la ofensiva. También se retiraron las fuerzas de aviación de larga distancia, que habían realizado alrededor de 100 ataques diarios en el interior alemán del 29 de julio al 12 de agosto. De esa manera los combates disminuyeron gradualmente durante los días siguientes. El 22 de agosto a las 14:40 horas, en vista del fracaso, el Stavka emitió una orden de suspender la ofensiva. En él se afirmaba que los Frentes de Leningrado y Vóljov habían cumplido la tarea que se les había encomendado, infligiendo una derrota al enemigo y habiendo atado sus reservas allí.

### La segunda ofensiva en septiembre
Por orden de la Stavka, los comandantes del frente Govorov y Meretskov prepararon una nueva ofensiva apenas unas semanas después del fracaso de sus primeras operaciones. Esta vez los objetivos estaban mucho más definidos y ahora sólo incluían la captura de las alturas de Siniávino.

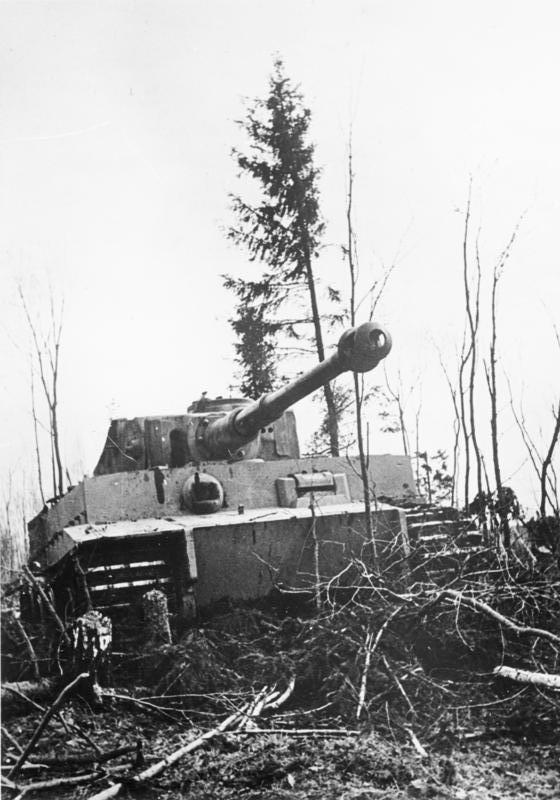
Un tanque alemán Tipo VI “Tiger”, probablemente de la División Panzer Pesada 502, en terreno accidentado

El Frente de Leningrado había reforzado el 30.º Cuerpo de Fusileros de la Guardia en el área de Leningrado y luego fue trasladado al área al sur de Schluesselburg . Allí fue puesto temporalmente al mando del general Dujanov. El plan era utilizar esta unidad para atacar las alturas de Siniávino directamente desde el norte. Este iba a ser apoyado a la izquierda del Cuerpo por la 43.ª y la 123.ª División de Fusileros, y a la derecha por la 120.ª, 124.ª y la 196.ª División de Fusileros. Adicionalmente estaban al frente de las alturas de Siniávino la 11.ª División de Fusileros y la 268.ª División de Fusileros. Finalmente el 8.º Ejército del Frente del Vóljov bajo el mando del general Starikov apoyaría la ofensiva con un ataque entre Voronovo y Gaitolovo. El general Starikov volvió a formar dos grupos de ataque. El primero incluyó la 372.ª, la 379.ª y la 265.ª División de Fusileros y la 58.ª Brigada de Fusileros. Estas tenían la misión de atacar en la interfaz entre la 290.ª y la 254.ª División de Infantería alemán. El segundo grupo de ataque con la 18.ª, 378.ª, 256.ª y la 311.ª.División de Fusileros atacaría las posiciones de la 5.ª División de Montaña avanzaría cerca de Voronowo.
En la mañana del 15 de septiembre de 1943 se reanudó el ataque. En esta ocasión, el Ejército Rojo implementó un nuevo concepto de artillería. Hasta el momento había bombardeado las posiciones enemigas y luego había desviado su fuego hacia la retaguardia. En este breve intervalo entre el intercambio de disparos, los soldados alemanes, que hasta entonces se habían escondido en refugios subterráneos, ocuparon sus posiciones defensivas. Esta vez la artillería soviética no paró en su fuego mientras que la infantería soviética ya avanzaba. El ataque del 30.º Cuerpo de Fusileros de la Guardia con sus tres divisiones tuvo más éxito que unas semanas antes. Las Divisiones de Infantería alemanas 11 y 290 quedaron sorprendidas por el nuevo concepto de artillería y las unidades de ataque soviéticas lograron así ganar varios cientos de metros de terreno en los Altos de Sinjavino. Pero el AOK 18 trajo al lugar la 28.ª División Jäger y las divisiones de infantería. 215 y 61. Con esta medida, los dirigentes alemanes rápidamente sellaron la brecha soviética. En los días siguientes, las unidades del 67.º Ejército soviético continuaron luchando contra las defensas alemanas para avanzar hacia las tierras bajas hasta Mga. Sin embargo, estos intentos no tuvieron éxito. El ataque del 8.º Ejército soviético desde el este también ganó poco terreno. El grupo de ataque del norte no pudo irrumpir en las posiciones del 5.ª División de Montaña y el ataque del grupo del sur fue rápidamente sellado. El 18 de septiembre de 1943, la Stavka aprobó nuevamente el cese de las operaciones ofensivas. El 24 de septiembre, los combates por las alturas volvieron a estallar brevemente antes de que el frente se estabilizara nuevamente.

## Consecuencias y evaluación
Las ganancias de terreno extremadamente pequeñas que el Ejército Rojo había logrado en estas operaciones se habían producido a costa de pérdidas desproporcionadamente elevadas. Según la información oficial, las pérdidas soviéticas sólo en el período del 22 de julio al 22 de agosto ascendieron a 79.937 soldados, de los cuales 20.890 fueron considerados muertos o desaparecidos. Durante el mismo período, las unidades de la Wehrmacht perdieron 26.166 hombres, de los cuales 5.435 fueron considerados muertos o desaparecidos. No hay cifras exactas disponibles para la segunda ofensiva. Sin embargo, está claro que las pérdidas soviéticas del 15 al 18 de septiembre fueron de más de 10.000 hombres.
El objetivo de las operaciones soviéticas, que era acabar con el XXVI Cuerpo de Ejército, hacer retroceder las líneas alemanas, recuperar el cruce ferroviario de Mga y ocupar las reservas alemanas, sólo se consiguió con poco éxito. La ciudad de Mga todavía estaba en posesión de los alemanes y el XXVI Cuerpo de Ejército, aunque había sufrido pérdidas, todavía estaba en el frente como unidad de combate. Adicionalmente las líneas alemanas sólo habían sido retrocedidas en algunos tramos por unos pocos cientos de metros, aunque el terreno ganado también incluía una parte importante de los Altos de Siniávino. Uno de los principales objetivos de la ofensiva, la atadura de las reservas alemanas, no se había logrado, porque el Grupo de Ejércitos Norte estaba utilizando sus propios recursos retirando para ello divisiones de áreas del frente que no estaban bajo ataque para arrojarlas a los puntos calientes. Es más: de julio a noviembre de 1943, 13 divisiones fueron transferidas sucesivamente del Grupo de Ejércitos a los Grupos de Ejércitos Central y Sur. Sin embargo, al conquistar una gran parte de las alturas de Siniávino, se eliminó el peligro de que las tropas alemanas pudieran avanzar nuevamente hacia el lago Ladoga y se aseguraron los suministros provisionales de Leningrado. Sin embargo, los principales objetivos de las operaciones sólo se lograron con la ofensiva a gran escala de enero y febrero de 1944 en la Operación Leningrado-Novgorod, que hizo retroceder al Grupo de Ejércitos Norte varios cientos de kilómetros y volvió a conectar la ciudad de Leningrado a la red ferroviaria regular.
Como notó el historiador americano David M. Glantz, la historiografía soviética y rusa tiene la tendencia de no mencionar fracasos (oder acciones poco exitosas) o relativizarlas.De esa manera la Operación Mga (Мгинская операция), como fue llamada la ofensiva del 22 de julio al 22 de agosto en la zona rusa, solo fue mencionada raramente en publicaciones de la Segunda Guerra Mundial. La publicación oficial de los sesenta llamada Historia de la Gran Guerra Patriótica de la Unión Soviética (6 tomos) no menciona en lo más mínimo estos enfrentamientos. En otras publicaones estos enfrentamientos fueron calificados como una ofensiva de apoyo de ninguna importancia, que tenía como misión atar fuerzas alemanas en esta parte del frente, cosa que se consiguió. Incluso hoy esa es la versión oficial que se puede leer en las páginas del Ministerio de Defensa de Rusia. Las grandes fuerzas de ataque, que fueron utilizadas, las perdidas fuera de lo normal así como la dirección de ataque de las fuerzas principales, que apuntaban a la destrucción del XXVI. Cuerpo de Ejército y la intención de eliminar el "cuello de botella" demuestran sin embargo lo contrario.
El relato de las memorias del general de ejército Meretskov es contradictorio: Por un lado, enfatiza que no consideraba suficientes las fuerzas disponibles y, por otro lado, el objetivo de la operación no era conquistar territorio. Afirma además que las tropas alemanas ya habían sido aniquiladas por un despliegue masivo de artillería en los primeros días de la batalla. Aunque no se persiguieron objetivos operativos, Meretskov criticó el abandono de la ofensiva y con ello indicó que en realidad había como objetivo lograr un avance en el frente operativo:

Solo una presión adicional y la el frente alemán en Mga se hubiese derrumbado. […] Si hubiese sabido de la situación del enemigo, hubiese ido al cuartel general y hubiese luchado para conseguir refuerzos para poder continuar con la operación.
K. A. Merezkow

Las publicaciones alemanas suelen enfatizar el éxito defensivo en julio y agosto, pero descuidan el posterior éxito parcial soviético en septiembre. Incluso el último relato del historiador Karl-Heinz Frieser no lo menciona en absoluto. En última instancia, queda por ver si todavía está pendiente una revaluación moderna en forma de monografía.